# Helikon Zsebkönyvek
A Helikon zsebkönyvek egy 2015-ben indult könyvsorozat, a Helikon Kiadó gondozásában. Kínálatában magyar és világirodalom, valamint filozófia egyaránt szerepel, zömmel klasszikusok, de néhány esetben élő kortársak is előfordulnak.

## Kötetei
1. I. Napóleon francia császár: Az uralkodás művészete (2015)
2. Oscar Wilde: A boldog herceg – és más mesék (2015)
3. Edgar Allan Poe: A fekete macska (2015)
4. Niccolò Machiavelli: A fejedelem (2015)
5. Antoine de Saint-Exupéry: A kis herceg (2015)
6. Halíl Dzsibrán: A próféta (2015)
7. Szun-ce: A háború művészete (2015)
8. Buddha beszédei (2015)
9. Friedrich Nietzsche: Bálványok alkonya (2015)
10. Edgar Allan Poe: Az aranybogár (2015)
11. Jane Austen: Szerelem és barátság (2015)
12. Lewis Carroll: Alice Csodaországban (2015)
13. J. D. Salinger: Három korai történet (2015)
14. Jane Austen: Catharine (2015)
15. Tamási Áron: Ábel a rengetegben (2015)
16. Plutarkhosz: Párhuzamos életrajzok I. (2015)
17. Franz Kafka: A per (2015)
18. Lewis Carroll: Alice Tükörországban (2015)
19. Stefan Zweig: Sakknovella (2015)
20. Márai Sándor: A gyertyák csonkig égnek (2015)
21. Victor Hugo: Egy halálraítélt utolsó napja (2015)
22. Csáth Géza: Egy elmebeteg nő naplója (2015)
23. Arthur Conan Doyle: Sherlock Holmes – Tanulmány vérvörösben (2015)
24. Franz Kafka: Az átváltozás – A fűtő (2015)
25. Charles Dickens: Karácsonyi ének (2015)
26. Alessandro Baricco: Selyem (2015)
27. Lao-ce: Tao-tö-king (2015)
28. Arthur Conan Doyle: Sherlock Holmes – A négyek jele
29. Sigmund Freud: Három értekezés a szexualitásról
30. Hermann Hesse: A pusztai farkas
31. Nathaniel Hawthorne: A skarlát betű (2016)
32. Szerb Antal: Utas és holdvilág (2016)
33. Jamamoto Cunetomo: Hagakure – A szamurájok kódexe (2016)
34. Szerb Antal: A Pendragon-legenda (2016)
35. Mark Twain: Ádám és Éva naplója (2016)
36. Lucius Annaeus Seneca: A gondviselésről – és más írások (2016)
37. Marcus Aurelius: Elmélkedések (2016)
38. Nádas Péter: A Biblia (2016)
39. Fjodor Mihajlovics Dosztojevszkij: Feljegyzések az egérlyukból (2016)
40. E. T. A. Hoffmann: Az arany virágcserép (2016)
41. Móricz Zsigmond: Légy jó mindhalálig (2016)
42. Friedrich Nietzsche: Antikrisztus (2016)
43. Rotterdami Erasmus: A balgaság dicsérete (2016)
44. Lázár Ervin: A bolond kútásó – Válogatott novellák (2016)
45. Sigmund Freud: Pszichoanalízis (2016)
46. Kosztolányi Dezső: Esti Kornél (2016)
47. Jaroslav Hašek: A Balaton partján – és más írások (2016)
48. Boris Vian: Tajtékos napok (2016)
49. Kurt Vonnegut: Az ötös számú vágóhíd (2017)
50. Rejtő Jenő: Az elveszett cirkáló (2017)
51. Konfuciusz: Beszélgetések és mondások (2017)
52. Salman Rushdie: Kelet, Nyugat (2017)
53. Konrad Lorenz: Ember és kutya (2017)
54. Karinthy Frigyes: Tanár úr kérem (2017)
55. Arany János: Toldi (2017)
56. William Shakespeare: Szentivánéji álom – Rómeó és Júlia (2017)
57. Robert Louis Stevenson: Dr. Jekyll és Mr. Hyde (2017)
58. Arthur Schopenhauer: A szerelem metafizikája (2017)
59. Márai Sándor: Eszter hagyatéka (2017)
60. Martin Luther: Asztali beszélgetések (2017)
61. Mijamoto Muszasi: Az öt elem könyve (2018)
62. Alekszandr Iszajevics Szolzsenyicin: Ivan Gyenyiszovics egy napja (2018)
63. Madách Imre: Az ember tragédiája (2018)
64. Mikszáth Kálmán: Tót atyafiak – A jó palócok (2018)
65. Johann Wolfgang von Goethe: Az ifjú Werther szenvedései (2018)
66. Hermann Hesse: Sziddhártha (2018)
67. Virginia Woolf: Mrs. Dalloway (2018)
68. Babits Mihály: A gólyakalifa (2018)
69. Vladimir Nabokov: Meghívás kivégzésre (2019)
70. F. Scott Fitzgerald: A nagy Gatsby (2019)
71. Immanuel Kant: Az örök béke (2019)
72. Edgar Allan Poe: A kút és az inga (2019)
73. Mircea Eliade: A szent és a profán (2019)
74. Howard Phillips Lovecraft: Onnan túlról (2019)
75. Konrad Lorenz: A civilizált emberiség nyolc halálos bűne (2019)
76. Csáth Géza: Ópium (2019)
77. Anthony Burgess: Gépnarancs (2019)
78. Lucius Annaeus Seneca: Erkölcsi levelek (2019)
79. José Ortega y Gasset: A tömegek lázadása (2019)
80. Örkény István: Válogatott egyperces novellák (2019)
81. John Stuart Mill: A szabadságról (2020)
82. Mark Twain: Tom Sawyer kalandjai (2020)
83. Viktor Pelevin: A sárga nyíl (2020)
84. George Orwell: 1984 (2020)
85. Csáth Géza: A vörös Eszti (2020)
86. Sigmund Freud: A halálösztön és az életösztönök. Egy illúzió jövője (2020)
87. Howard Phillips Lovecraft: Árnyék Innsmouth fölött (2020)
88. Bohumil Hrabal: Őfelsége pincére voltam (2020)
89. Örkény István: Tóték (2020)
90. Émile Michel Cioran: A bomlás kézikönyve (2020)
91. Sylvia Plath: Az üvegbúra (2020)
92. Oscar Wilde: Dorian Gray arcképe (2020)
93. Hunter S. Thompson: Félelem és reszketés Las Vegasban (2020)
94. Chuck Palahniuk: Harcosok klubja (2020)
95. José Saramago: Káin (2021)
96. Jack Kerouac: Úton (2021)
97. Mikszáth Kálmán: Szent Péter esernyője (2021)
98. George Orwell: Állatfarm (2021)
99. 99 magyar vers - Simon Márton válogatásában (2021)
100. Weöres Sándor: Füves könyv (2021)
101. Rudyard Kipling: A dzsungel első könyve (2021)
102. Rudyard Kipling: A dzsungel második könyve (2021)
103. Kurt Vonnegut: Éj Anyánk (2021)
104. József Jolán: A város peremén (2021)
105. Mario Vargas Llosa: Szeretem a mostohámat (2021)
106. Henri Bergson: A nevetés (2021)
107. J. D. Salinger: A zabhegyező (2021)
108. Kazuo Ishiguro: Napok romjai (2021)
109. Albert Camus: Sziszüphosz mítosza (2021)
110. Platón: A lakoma. Szókratész védőbeszéde (2021)
111. Faludy György: François Villon balladái Faludy György átköltésében (2021)
112. Daniel Defoe: Robinson Crusoe (2021)
113. Fjodor Mihajlovics Dosztojevszkij: A játékos (2021)
114. Bohumil Hrabal: Sörgyári capriccio (2022)
115. Márai Sándor: Füves könyv (2022)
116. Upanisadok I.: Brihadáranjaka-upanisad (2022)
117. Upanisadok II.: Cshándógja-upanisad (2022)
118. Bohumil Hrabal: Szigorúan ellenőrzött vonatok (2022)
119. Aldous Huxley: Szép új világ (2022)
120. Platón: Phaidón (2022)
121. Agatha Christie: Gyilkosság az Orient expresszen (2022)
122. Agatha Christie: Mert többen nincsenek (2022)
123. Hamvas Béla fordításában és bevezetőjével: Hénok apokalipszise (2022)
124. Misima Jukio: Nap és vas (2022)
125. Hermész Triszmegisztosz: Corpus Hermeticum (2022)
126. Bret Easton Ellis: Nullánál is kevesebb (2022)
127. Robert Merle: Mesterségem a halál (2022)
128. Kosztolányi Dezső: Édes Anna (2022)
129. Cserna-Szabó András: Sömmi (2023)
130. Márai Sándor: Válás Budán (2023)
131. Mihail Bulgakov: Kutyaszív (2023)
132. Mircea Eliade: Az örök visszatérés mítosza]] (2023)
133. Susan Sontag: A fényképezésről (2023)
134. Eckhart mester: A Teremtés könyvének magyarázata (2023)
135. Nick Hornby: Fociláz (2024)
136. Bengt Jangfeldt: Mi és ők – Az orosz eszme története (2024)
137. Krúdy Gyula: Ady Endre éjszakái (2024)
138. François Rabelais: Gargantua (2024)
139. Szergej Dovlatov: Puskinland (2024)
140. Paul Johnson: Szókratész — Egy időszerű ember (2024)
141. Susan Sontag: A nőkről (2024)
142. Orhan Pamuk: A naiv és szentimentális regényíró (2024)
143. Mándy Iván: A pálya szélén (2024)
144. Szilárd Leó: A delfinek hangja (2025)
145. Tandori Dezső: Barátaim, találkozunk a fűben (2025)
146. Salman Rushdie: Luka és az élet tüze (2025)